# بيلي وايلدر
بيلي وايلدر (بالإنجليزية: Billy Wilder)‏ (الاسم عند الولادة: صمويل وايلدر) (22 يونيو 1906-27 مارس 2002) كان مخرجًا وكاتب سيناريو أمريكيًا من مواليد النمسا امتدت مسيرته المهنية لأكثر من خمسة عقود. يُعتبر أحد أكثر صناع الأفلام تنوعًا وبراعة في العصر الذهبي للسينما في هوليوود. كان وايلدر أول شخص يفوز بجوائز أوسكار لعمله منتجًا ومخرجًا وكاتب سيناريو لفيلم ذي أبّارتمينت (الشقة).
أصبح وايلدر كاتب سيناريو في أواخر العشرينيات من القرن الماضي أثناء إقامته في برلين. غادر إلى باريس بعد بروز الحزب النازي حيث ظهر لأول مرة في مجال الإخراج. انتقل إلى هوليوود في عام 1933، وحقق نجاحًا عندما شارك في كتابة سيناريو الفيلم الكوميدي الروماني نينوتشكا من بطولة غريتا غاربو في عام 1939. بنى وايلدر سمعته الإخراجية من خلال إخراجه للفيلم المقتبس من رواية التعويض المزدوج للكاتب جيمس إم. كين بعنوان دوبل إنديمينيتي (التعويض المزدوج) (1944) وهو فيلم نوار (مصطلح يُستخدم للدلالة على أفلام الجريمة والدراما الهوليودية).
شارك وايلدر في كتابة السيناريو مع كاتب روايات الجريمة رايموند تشاندلر. حصل وايلدر على جائزة أفضل مخرج وجائزة الأوسكار لأفضل كتابة عن فيلمه ذا لوست ويكيند (نهاية الأسبوع المفقودة) (1945) المقتبس عن رواية تشارلز أر. جاكسون التي تحمل نفس الاسم، والذي يدور موضوعه حول إدمان الكحول. شارك وايلدر في عام 1950 في تأليف وإخراج فيلم سانسيت بوليفارد المشهور، وفيلم ستالاج 17 (المعسكر 17) في عام 1953.
كانت معظم الأفلام التي صنعها وايلدر منذ منتصف الخمسينيات من القرن العشرين كوميدية. صنع وايلدر العديد من الأعمال الكلاسيكية التي شملت العديد من المهازل مثل ذا سيفين يير إيتش (سنة الحكة السابعة) (1955)، وسام لايك إت هوت (البعض يفضلونها ساخنة) (1959)، والأفلام الهجائية مثل ذي أبّارتمينت (الشقة) (1960). قاد وايلدر أربعة عشر ممثل مختلف في العروض المرشحة لجائزة الأوسكار. حصل على جائزة إنجاز الحياة لمعهد الفيلم الأمريكي في عام 1986. حصل وايلدر على جائزة إيرفينغ جي. ثالبرج التذكارية في عام 1988، حصل أيضًا على الميدالية الوطنية للفنون في عام 1993.

## حياته الشخصية والمهنية
ولد باسم صمويل وايلدر وهو ابن لعائلة يهودية سافرت خلال الحرب العالمية الأولى إلى فيينا خوفا من اقتراب الجيش الروسي وكان ذلك عام 1916. في شبابه في فيينا أصبح صمويل صديقًا فريد تسينمان الذي أصبح بدوره فيما بعد مخرج في هوليوود.

## قائمة أفلامه
في مسيرته الفنية التي دامت أكثر من 50 عامًا عمل بيلي أكثر من 60 فيلمًا.

## الجوائز
تلقى وايلدر 21 ترشيحًا في حفل توزيع جوائز الأوسكار، ذهب ثلاثة عشر ترشيحًا لكتابة السيناريو وثمانية للإخراج. حصل على جائزة الأوسكار لأفضل مخرج عن فيلمي ذا لوست ويكيند (نهاية الأسبوع المفقودة) (1945) وذي أبّارتمينت (الشقة) (1960). حاز فيلم ذا لوست ويكيندعلى جائزة أفضل فيلم أمريكي في مهرجان كان السينمائي، وحصل فيلم ذي أبّارتمينتعلى جائزة البافتا لأفضل فيلم. حصل وايلدر على ثمانية ترشيحات لجائزة نقابة المخرجين الأمريكيين مع فوز وحيد لعمله في فيلم ذي أبّارتمينت. حصل على سبعة ترشيحات في جوائز الغولدن غلوب، وفاز بجائزة أفضل مخرج عن فيلمي ذا لوست ويكيند (نهاية الأسبوع الاخيرة) وسانسيت بوليفارد. فاز بسبعة جوائز لنقابة الكتّاب الأمريكيين، بما في ذلك جائزتي لوريل لإنجازه في كتابة السيناريو. حصل على جوائز الإنجاز مدى الحياة، بما في ذلك جائزة إيرفينغ جي. ثالبرج التذكارية، وزمالة بافتا، وجائزة ديفيد أوه. سيلزنيك لإنجازه في الأفلام المسرحية، وجائزة الدب الذهبي الفخرية من مهرجان برلين السينمائي الدولي.

## ترشيحات جائزة الأوسكار

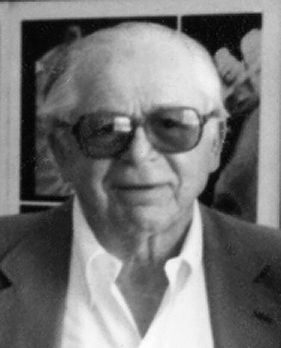
وايلدر في عام 1989

| العام | الجائزة                                    | الفيلم                                    | النتيجة                                                    |
| ----- | ------------------------------------------ | ----------------------------------------- | ---------------------------------------------------------- |
| 1939  | جائزة الأوسكار لأفضل كتابة (سيناريو مقتبس) | نينوتشكا                                  | سيدني هوارد – ذهب مع الريح                                 |
| 1941  | جائزة الأوسكار لأفضل كتابة (سيناريو مقتبس) | احتضن الفجر العائد                        | Sidney Buchman and سيتون آي. ميلر – ها قد أتى السيد جوردان |
| 1941  | جائزة الأوسكار لأفضل قصة ‏                  | Ball of Fire                              | هاري سيجال – ها قد أتى السيد جوردان                        |
| 1944  | جائزة الأوسكار لأفضل مخرج                  | تعويض مزدوج                               | ليو مكاري – السير على طريقي                                |
| 1944  | جائزة الأوسكار لأفضل كتابة (سيناريو مقتبس) | تعويض مزدوج                               | فرانك باتلر and Frank Cavett – السير على طريقي             |
| 1945  | جائزة الأوسكار لأفضل مخرج                  | The Lost Weekend                          | فوز                                                        |
| 1945  | جائزة الأوسكار لأفضل كتابة (سيناريو مقتبس) | The Lost Weekend                          | فوز                                                        |
| 1948  | جائزة الأوسكار لأفضل كتابة (سيناريو مقتبس) | A Foreign Affair                          | جون هيوستن – كنز السييرا مادري (فيلم)                      |
| 1950  | جائزة الأوسكار لأفضل مخرج                  | Sunset Boulevard                          | جوزيف مانكيفيتس – كل شيء عن إيف                            |
| 1950  | جائزة الأوسكار لأفضل كتابة (سيناريو أصلي)  | Sunset Boulevard                          | فوز                                                        |
| 1951  | جائزة الأوسكار لأفضل كتابة (سيناريو أصلي)  | Ace in the Hole ‏                          | آلان جي لرنر – أمريكي في باريس (فيلم)                      |
| 1953  | جائزة الأوسكار لأفضل مخرج                  | Stalag 17                                 | فريد زينمان – من هنا إلى الخلود                            |
| 1954  | جائزة الأوسكار لأفضل مخرج                  | Sabrina إيليا كازان – على الواجهة البحرية |                                                            |
| 1954  | جائزة الأوسكار لأفضل كتابة (سيناريو مقتبس) | Sabrina إيليا كازان – على الواجهة البحرية | جورج سيتون – فتاة الريف (فيلم)                             |
| 1957  | جائزة الأوسكار لأفضل مخرج                  | شاهد على المحاكمة (فيلم)                  | ديفيد لين – جسر على نهر كواي                               |
| 1959  | جائزة الأوسكار لأفضل مخرج                  | البعض يفضلونها ساخنة                      | ويليام وايلر – بن هور (فيلم 1959)                          |
| 1959  | جائزة الأوسكار لأفضل كتابة (سيناريو مقتبس) | البعض يفضلونها ساخنة                      | Neil Paterson ‏ – غرفة بالأعلى (فيلم)                       |
| 1960  | جائزة الأوسكار لأفضل فيلم                  | الشقة                                     | فوز                                                        |
| 1960  | جائزة الأوسكار لأفضل مخرج                  | الشقة                                     | فوز                                                        |
| 1960  | جائزة الأوسكار لأفضل كتابة (سيناريو أصلي)  | الشقة                                     | فوز                                                        |
| 1966  | جائزة الأوسكار لأفضل كتابة (سيناريو أصلي)  | كعكة الحظ                                 | كلود ليلوش – رجل وامرأة                                    |
| 1987  | Irving G. Thalberg Memorial Award          | Irving G. Thalberg Memorial Award         | فوز                                                        |

### كمخرج
| العام | الفيلم                              | ترشيحات جائزة الأوسكار | فوز بجائزة الأوسكار |
| ----- | ----------------------------------- | ---------------------- | ------------------- |
| 1934  | Mauvaise Graine                     |                        |                     |
| 1942  | The Major and the Minor             |                        |                     |
| 1943  | Five Graves to Cairo                | 3                      |                     |
| 1944  | تعويض مزدوج                         | 7                      |                     |
| 1945  | The Lost Weekend                    | 7                      | 4                   |
| 1948  | The Emperor Waltz                   | 2                      |                     |
| 1948  | A Foreign Affair                    | 2                      |                     |
| 1950  | سانسيت بوليفارد                     | 11                     | 3                   |
| 1951  | Ace in the Hole ‏                    | 1                      |                     |
| 1953  | Stalag 17                           | 3                      | 1                   |
| 1954  | Sabrina                             | 4                      | 1                   |
| 1955  | سنة الحكة السابعة                   |                        |                     |
| 1957  | The Spirit of St. Louis ‏            | 1                      |                     |
| 1957  | Love in the Afternoon ‏              |                        |                     |
| 1957  | شاهد على المحاكمة (فيلم)            | 6                      |                     |
| 1959  | البعض يفضلونها ساخنة                | 6                      | 1                   |
| 1960  | الشقة                               | 10                     | 5                   |
| 1961  | One, Two, Three                     | 1                      |                     |
| 1963  | Irma la Douce                       | 3                      | 1                   |
| 1964  | Kiss Me, Stupid                     |                        |                     |
| 1966  | كعكة الحظ                           | 4                      | 1                   |
| 1970  | The Private Life of Sherlock Holmes |                        |                     |
| 1972  | Avanti!                             |                        |                     |
| 1974  | The Front Page ‏                     |                        |                     |
| 1978  | فيدورا (توضيح)                      |                        |                     |
| 1981  | Buddy Buddy                         |                        |                     |

## وصلات خارجية
- بيلي وايلدر على موقع IMDb (الإنجليزية)
- بيلي وايلدر على موقع الموسوعة البريطانية (الإنجليزية)
- بيلي وايلدر على موقع روتن توميتوز (الإنجليزية)
- بيلي وايلدر على موقع مونزينجر (الألمانية)
- بيلي وايلدر على موقع ألو سيني (الفرنسية)
- بيلي وايلدر على موقع ميوزك برينز (الإنجليزية)
- بيلي وايلدر على موقع تيرنر كلاسيك موفيز (الإنجليزية)
- بيلي وايلدر على موقع أول موفي (الإنجليزية)
- بيلي وايلدر على موقع قاعدة بيانات برودواي على الإنترنت (الإنجليزية)
- بيلي وايلدر على موقع قاعدة بيانات الأفلام السويدية (السويدية)

- American Master - Billy Wilder
- Wilder Bibliography (via UC Berkeley)
- Billy Wilder Tribute at NPR
- Lifetime Honors - National Medal of Arts.
- Writers Guild of America, west - Laurel Award Recipients
- Directors Guild of America